# Silas Marner (film 1911)
Silas Marner è un cortometraggio muto del 1911 di cui non si conosce con sicurezza il nome del regista.
È una delle prime versioni cinematografiche del romanzo di George Eliot che era stato adattato per lo schermo già nel 1909 da David W. Griffith con il titolo A Fair Exchange.
Nel 1913, la Edison produrrà un altro Silas Marner diretto da Charles Brabin.

## Produzione
Il film fu prodotto dalla Thanhouser Film Corporation.

## Distribuzione
Distribuito dalla Motion Picture Distributors and Sales Company, il film - un cortometraggio in una bobina) uscì nelle sale cinematografiche statunitensi il 31 marzo 1911. In Italia venne distribuito dalla Gaumont nel 1915.